# Saint-Louet-sur-Seulles
Saint-Louet-sur-Seulles és un municipi francès situat al departament de Calvados i a la regió de Normandia. L'any 2007 tenia 177 habitants.

## Demografia

### Població
El 2007 la població de fet de Saint-Louet-sur-Seulles era de 177 persones. Hi havia 56 famílies de les quals 11 eren unipersonals (11 dones vivint soles i 11 dones vivint soles), 15 parelles sense fills i 30 parelles amb fills.
La població ha evolucionat segons el següent gràfic:
Habitants censats

### Habitatges
El 2007 hi havia 60 habitatges, 56 eren l'habitatge principal de la família, 2 eren segones residències i 3 estaven desocupats. 57 eren cases i 3 eren apartaments. Dels 56 habitatges principals, 51 estaven ocupats pels seus propietaris i 5 estaven llogats i ocupats pels llogaters; 1 tenia dues cambres, 2 en tenien tres, 13 en tenien quatre i 40 en tenien cinc o més. 54 habitatges disposaven pel capbaix d'una plaça de pàrquing. A 23 habitatges hi havia un automòbil i a 31 n'hi havia dos o més.

### Piràmide de població
La piràmide de població per edats i sexe el 2009 era:
| Homes | Edats   | Dones |
| ----- | ------- | ----- |
| 0     | 95 o +  | 0     |
| 0     | 90 a 94 | 0     |
| 0     | 85 a 89 | 0     |
| 4     | 80 a 84 | 0     |
| 0     | 75 a 79 | 4     |
| 4     | 70 a 74 | 4     |
| 4     | 65 a 69 | 0     |
| 4     | 60 a 64 | 4     |
| 0     | 55 a 59 | 4     |
| 4     | 50 a 54 | 4     |
| 8     | 45 a 49 | 0     |
| 4     | 40 a 44 | 8     |
| 20    | 35 a 39 | 12    |
| 4     | 30 a 34 | 4     |
| 0     | 25 a 29 | 12    |
| 8     | 20 a 24 | 0     |
| 8     | 15 a 19 | 4     |
| 12    | 10 a 14 | 24    |
| 8     | 5 a 9   | 0     |
| 8     | 0 a 4   | 8     |

## Economia
El 2007 la població en edat de treballar era de 101 persones, 83 eren actives i 18 eren inactives. De les 83 persones actives 80 estaven ocupades (44 homes i 36 dones) i 3 estaven aturades (3 dones i 3 dones). De les 18 persones inactives 6 estaven jubilades, 6 estaven estudiant i 6 estaven classificades com a «altres inactius».

### Ingressos
El 2009 a Saint-Louet-sur-Seulles hi havia 59 unitats fiscals que integraven 177 persones, la mediana anual d'ingressos fiscals per persona era de 16.066 €.

### Activitats econòmiques
Dels 3 establiments que hi havia el 2007, 1 era d'una empresa de comerç i reparació d'automòbils, 1 d'una empresa de transport i 1 d'una empresa immobiliària.
L'any 2000 a Saint-Louet-sur-Seulles hi havia 5 explotacions agrícoles.

## Poblacions més properes
El següent diagrama mostra les poblacions més properes.